# Sade Adu
Pour les articles homonymes, voir Sade (groupe) et Adu.
Sade Adu, née Helen Folasade Adu le 16 janvier 1959 à Ibadan au Nigeria, est une chanteuse et auteure-compositrice-interprète de musique soul et jazz nigériane naturalisée britannique. Elle fait partie du groupe Sade depuis 1983.
Son œuvre est associée aux courants du smooth jazz et du jazz vocal.

## Biographie

### Débuts
Helen Folasade Adu, alias Sade, naît le 16 janvier 1959 à Ibadan au Nigeria de Bisi Adu (Nigérian) et de Anne Hayes (Britannique). Son nom Sade (prononc. [ʃade]) signifie « couronnée de gloire ». Elle a trois ans quand ses parents se séparent et que sa mère quitte le Nigeria avec ses deux enfants pour s'installer à Colchester (Essex), près de Londres.
Fière de ses origines africaines, elle se passionne pour la musique afro-américaine. Ses idoles et ses influences artistiques et musicales sont Aretha Franklin, Marvin Gaye, Al Green, Billie Holiday, Julie London, Curtis Mayfield et Nina Simone.
Passionnée de dessin, d'art et de mode, elle s'installe à 17 ans dans le quartier de Camden Town de Londres. Elle suit les cours du Central Saint Martins College of Art and Design où elle étudie la mode pour devenir styliste pour homme et devient mannequin et créatrice de mode. Parallèlement à sa carrière de styliste, elle accepte en 1980 de suivre des amis qui ont monté le groupe funk-latino Arriva et qui cherchent désespérément une chanteuse.
En mai 1981, elle participe à l'Axiom Show de New York où elle présente ses créations de mode. Elle y rencontre trois personnes capitales pour sa carrière : sa secrétaire particulière Rhonda Paster, sa photographe et consœur du Saint Martins College of Art, Melissa Caplan, et le journaliste Robert Elms.

### Sade, la reconnaissance populaire et critique
De retour à Londres, elle rejoint le groupe Funk Pride comme choriste. Elle y rencontre son futur guitariste/saxophoniste Stuart Matthewman et son futur bassiste Paul Denman. Elle compose alors ses premiers morceaux qu'elle interprète, avec quelques standards de jazz (Cry Me a River ou Why Can't We Live Together), en première partie de Pride.
Le trio constitué de Sade Adu, Stuart Matthewman et Paul Denman recrute en 1983 le joueur de clavier Andrew Hale et lance le groupe Sade, qui porte le prénom de la chanteuse, et signe un contrat avec le label Epic Records.
À 24 ans, Sade imprime sa marque à son groupe avec ses propres compositions et un son novateur inspiré de la soul et du rhythm and blues. Le premier album du groupe, Diamond Life, entre dans le Top Ten britannique, dopé par les singles Smooth Operator et Hang On to Your Love. En France, le grand public la découvre dans Les Enfants du rock qui lui consacre une émission spéciale produite et présentée par Childéric Muller. Salué par le public et les critiques, le groupe reçoit le Grammy Award de la révélation de l'année 1984.
En 1985, Sade enregistre l'album Promise avec les singles Is It a Crime, Never As Good As The First Time et The Sweetest Taboo. Le groupe remporte l'an suivant le Grammy Award du meilleur nouvel artiste de l'année 1986 puis signe son troisième album en 1988, Stronger Than Pride, avec les titres Paradise et Keep Looking. Après quatre ans d'absence, elle réapparaît en 1992 avec l'album Love Deluxe qui contient les hits No Ordinary Love, Feel No Pain et Pearls. Elle marque alors une pause dans sa carrière pour se consacrer pleinement à son couple et à son fils né en 1996 de sa relation avec le producteur jamaïcain Bob Morgan. Son Best of, The Best of Sade, paru en 1994, se vend à 4 millions d'exemplaires dans le monde.

### Retrait de la vie publique et retours
Après quasiment huit ans de silence et une semi-retraite en Espagne, Sade revient en 2000 avec un nouvel album, Lovers Rock. Ses musiciens Stuart Matthewman, Paul Denman et Andrew Hale ont participé entre-temps à d'autres aventures musicales. Deux ans plus tard, Sade sort un album et un DVD live, Lovers Live.
Le groupe a vendu plus de 50 millions d'albums. Paradoxalement, Sade Adu cultive la discrétion et n'apparaît que très peu à la une des journaux ou sur les écrans de télévision (« Je ne suis pas solitaire, mais je préfère passer du temps avec les gens plutôt qu'avec les journalistes » ; « Je n'aime pas les interviews, c'est comme raconter sa vie à quelqu'un d'inconnu dans un bus »). Elle passe son temps avec ses amis, sa famille, son enfant, et se tient à l'écart du show-business.
Après une absence de neuf ans, Sade revient en 2009,, avec l'album Soldier of Love,,,.
En 2018, Sade enregistre, pour la bande originale du film Un raccourci dans le temps, le titre inédit Flower of the Universe. La version originale est accompagnée d'un remix, No I.D. remix.
En octobre 2022 est annoncé le retour en studio de Sade afin d'enregistrer un nouvel album douze ans après "Soldier of love". C'est au Studio Miraval, dans le sud de la France, appartenant à Brad Pitt depuis 2011, que la chanteuse et le groupe Sade ont choisi de travailler. En 2024, elle sort un nouveau single Young Lion, dédié à son fils transgenre, pour Transa une compilation de la Red Hot Organization, une association de lutte contre le SIDA.

### Vie privée
Sade squattait Tottenham dans les années 1980, avec son petit ami Robert Elms.
En 1989, elle épouse le réalisateur espagnol Carlos Pliego. Leur mariage a pris fin en 1995.
Sade a déménagé brièvement dans les Caraïbes pour vivre avec le producteur de musique jamaïcain Bob Morgan à la fin des années 1990 Sade donne naissance à Izaak Theo Adu le 21 juillet 1996 à son premier enfant, qui a ensuite chanté sur la chanson "Babyfather" de Sade en 2010.
Elle entretient une relation avec Ian Watts, un ancien de la Royal Marines, depuis 2007.

## Membres du groupe Sade
- Sade Adu : chant
- Andrew Hale : claviers
- Stuart Matthewman : guitare/saxophone
- Paul S. Denman : basse

## Musiciens additionnels
- Terry Bailey – trompette
- Gordon Matthewman – trompette
- Paul Cooke – batterie
- Dave Early – batterie, percussions
- Martin Ditcham – percussions

## Discographie

### Concerts en DVD
- 1994 : Sade Live
- 2000 : Life promise pride love
- 2002 : Lovers live
- 2012 : Bring me home - Live 2011